# قلعه کوتی لشکرک
قلعه کوتی لشکرک در نزدیکی دهکده لشکرک خرم آباد تنکابن واقع شده است.
رابینو این کوتی را به نام قلعه لشکرک خوانده و می‌نویسد که این قلعه شاید تطبیق با قلعه سپاهی تل دشت باشد که سید ظهیر الدین در تاریخ گیلان و دیلمستان خود از آن یاد کرده است.
قلعه لشکرک شامل دو قلعه بزرگ و کوچک است. سطح قلعه بزرگ در حدود پنج‌هزار متر مربع و دور آن نیز خندقی است. تمام خاک زیر قلعه دستی است.
بالای قلعه کوچک در حدود هزار و پانصد متر مربع، یک طرف آن رودخانه و طرف دیگر آن راه است. تمام سطح کوتیها به باغ مرکبات تبدیل شده‌است.